# Eparchie vjatská
Eparchie Vjatka je eparchie ruské pravoslavné církve nacházející se v Rusku.

## Území a titul biskupa
Zahrnuje správní hranice území centrální části Kirovské oblasti.
Eparchiálnímu biskupovi náleží titul biskup vjatský a slobodský.

## Historie
Od počátku ruské kolonizace Střední Vjatky byla Vjatská země součást novgorodské eparchie.
Dne 5. prosince 1657 byla rozhodnutím Svatého synodu a patriarchy Nikona zřízena vjatská eparchie. Svou činnost zahájila roku 1658 příchodem prvního biskupa Alexandra, který získal titul biskup vjatský a velikopermský.
Dne 4. října 2012 bylo rozhodnutím Svatého synodu odděleno část území eparchie k zřízení nových eparchií uržumské a jaranské, které se staly spolu s vjatskou eparchií součástí nově vzniklé vjatské metropole.

## Seznam biskupů
- 1657–1674 Alexandr
- 1674–1699 Iona, místně svatořečený
- 1700–1719 Dionisij (Ušakov)
- 1719–1733 Alexij (Titov)
- 1733–1737 Lavrentij (Gorka)
- 1737–1739 Kiprian (Skripicyn)
- 1739–1742 Veniamin (Sachnovskij)
- 1743–1748 Varlaam (Skamnickij)
- 1748–1755 Antonij (Illjaševič)
- 1758–1774 Varfolomej (Ljubarskij)
- 1774–1796 Lavrentij (Baranovič)
- 1796–1804 Amvrosij (Jakovlev-Orlin)
- 1804–1805 Serafim (Glagolevskij)
- 1805–1817 Gedeon (Iljin)
- 1817–1822 Amvrosij (Rožděstvenskij-Veščezerov)
- 1823–1827 Pavel (Pavlov-Morev)
- 1827–1832 Kirill (Bogoslovskij-Platonov)
- 1832–1835 Ioannikij (Obrazcov)
- 1835–1838 Nil (Isakovič)
- 1838–1851 Neofit (Sosnin)
- 1851–1860 Elpidifor (Benědiktov)
- 1859–1860 Nikodim (Kazancjev)
- 1860–1866 Agafangel (Solovjov)
- 1866–1866 Christofor (Emmausskij), nepřevzal eparchii
- 1866–1885 Apollos (Beljajev)
- 1885–1887 Makarij (Miroljubov)
- 1887–1896 Sergij (Serafimov)
- 1896–1901 Alexij (Opockij)
- 1901–1904 Nikon (Sofijskij)
- 1904–1914 Filaret (Nikolskij)
- 1914–1918 Nikandr (Fenomenov)
- 1918–1919 Alexij (Kuzněcov)
- 1919–1920 Nikolaj (Pokrovskij)
- 1920–1921 Jevsevij (Rožděstvenskij), dočasný administrátor, svatořečený mučedník
- 1921–1921 Viktor (Ostrovidov), svatořečený mučedník
- 1921–1929 Pavel (Borisovskij)
- 1922–1923 Sergij (Kornějev), dočasný administrátor
- 1923–1923 Avraamij (Děrnov)
- 1924–1927 Flavian (Sorokin)
- 1924–1927 Simeon (Michajlov)
- 1929–1929 Nikifor (Jefimov)
- 1929–1930 Stefan (Znamirovskij)
- 1930–1930 Georgij (Anisimov)
- 1930–1930 Ioannikij (Speranskij), jmenován ale odmítl
- 1930–1931 Serafim (Trofimov), dočasný administrátor
- 1933–1934 Jevgenij (Zjornov), svatořečený mučedník
- 1934–1934 Makarij (Zvjozdov), eparchii nepřevzal
- 1934–1934 Dimitrij (Pospelov), dočasný administrátor
- 1934–1937 Kiprian (Komarovskij)
- 1937–1937 Alexij (Kuzněcov), dočasný administrátor
  - 1937–1942 neobsazena
- 1942–1957 Veniamin (Tichonickij)
- 1945–1945 Tovija (Ostroumov)
- 1957–1957 Gavriil (Ogorodnikov)
- 1957–1962 Polikarp (Prijmak)
- 1962–1966 Ioann (Ivanov)
- 1966–1967 Vladimir (Kotljarov)
- 1967–1978 Mstislav (Volonsevič)
- 1978–2011 Chrisanf (Čepil)
- 2011–2011 Ioann (Timofejev), dočasný administrátor
- od 2011 Mark (Tužikov)